# Rắn mai gầm Gia Lai
Rắn mai gầm Gia Lai (danh pháp: Calamaria gialaiensis) là một loài rắn trong họ Rắn nước. Loài này được Ziegler, Nguyễn Văn Sáng và Nguyễn Quảng Trường mô tả khoa học đầu tiên năm 2009.